# Convulsión epiléptica
Una convulsión, conocida formalmente como convulsión epiléptica, es un período de síntomas debido a una actividad neuronal anormalmente excesiva o sincrónica en el cerebro. Los efectos externos varían desde movimientos temblorosos incontrolados que involucran gran parte del cuerpo con pérdida de la conciencia (convulsión tónico-clónica), hasta movimientos temblorosos que involucran solo una parte del cuerpo con niveles variables de conciencia (convulsión focal), hasta una pérdida momentánea sutil de conciencia (crisis de ausencia). La mayoría de las veces, estos episodios duran menos de 2 minutos y lleva algún tiempo volver a la normalidad. Puede ocurrir pérdida del control de la vejiga.
Las convulsiones pueden ser provocadas y no provocadas. Las convulsiones provocadas se deben a un evento temporal como el nivel bajo de azúcar en la sangre, abstinencia de alcohol, nivel bajo de sodio en la sangre, fiebre, infección cerebral o conmoción cerebral. Las convulsiones no provocadas ocurren sin una causa conocida o reparable, por lo que es probable que continúen las convulsiones. Las convulsiones no provocadas pueden deberse al estrés o la falta de sueño. Las enfermedades del cerebro, en las que ha habido al menos una convulsión y un riesgo a largo plazo de más convulsiones, se conocen colectivamente como epilepsia. Las condiciones que parecen ataques epilépticos pero que no lo son incluyen: desmayo, evento psicógeno no epiléptico y temblor.
Una convulsión que dura más de un breve período es una emergencia médica. Cualquier convulsión que dure más de 5 minutos debe tratarse como estado epiléptico. Por lo general, una primera convulsión no requiere un tratamiento a largo plazo con medicamentos anticonvulsivos, a menos que se encuentre un problema específico en el electroencefalograma (EEG) o en las imágenes cerebrales. Por lo general, es seguro completar el estudio después de una sola convulsión como paciente ambulatorio. En muchos casos, con lo que parece ser una primera convulsión, han ocurrido otras convulsiones menores previamente.
Hasta el 10 % de las personas tienen al menos un ataque epiléptico. Las convulsiones provocadas ocurren en aproximadamente 3,5 por cada 10 000 personas al año, mientras que las convulsiones no provocadas ocurren en aproximadamente 4,2 por cada 10 000 personas al año. Después de una convulsión, la posibilidad de experimentar una segunda es de alrededor del 50 %. La epilepsia afecta a alrededor del 1 % de la población en un momento dado y alrededor del 4 % de la población se ve afectada por ésta en algún momento. Casi el 80 % de las personas con epilepsia viven en países en desarrollo. Muchos lugares requieren que las personas dejen de conducir hasta que no hayan tenido una convulsión durante un período específico.